# 栗村智
栗村 智（くりむら さとる、1953年〈昭和28年〉8月23日 - 2025年〈令和7年〉8月2日）は、広島県広島市出身のフリーアナウンサーで、元・ニッポン放送・フジテレビアナウンサー。

## 来歴
血液型はA型で、広島学院高等学校から中央大学法学部法律学科へ進学。大学卒業後の1977年ニッポン放送へ入社した。同期入社のアナウンサーは塚越孝。
入社後は、主にスポーツアナウンサーとして活動。プロ野球中継では、1981年のヤクルトスワローズ対 広島東洋カープ戦（明治神宮野球場）で、全国放送での実況デビューを果たした。
2006年3月に腎臓を患ったが、ニッポン放送の再編によって、2006年4月3日付でニッポン放送スポーツ部からフジテレビに転籍した。同期の塚越も転籍していたが、腎臓疾患の影響で人工透析が欠かせなくなった栗村だけは、3ヶ月でニッポン放送に再転籍。当初は制作部のアナウンサーとしてスポーツ中継から離れていたが、2012年度のナイターシーズンからスポーツ中継に復帰した。本人が後に明かしたところによれば、「体調の不安からスポーツ中継の担当から離れたが、スポーツの現場の迫力や興奮が忘れられずに復帰した」という。
2013年の誕生日でニッポン放送の定年に達したが、8月31日の定年退職後も、嘱託契約のアナウンサーとして5年間在籍。嘱託契約の満了（2018年8月31日）を機に、個人事務所（オフィス栗好み）を立ち上げたうえで、フリーアナウンサーとして活動していた。
2025年8月2日、慢性腎不全のため、死去した。71歳没。

## エピソード
- フジテレビからニッポン放送への復帰後は、週に3回のペースで人工透析を受けながらラジオ番組へ出演していた。2014年4月上旬には脳出血を患ったが症状は軽く、5月上旬に職場復帰した。
- カープファンであった。1975年のカープ初優勝時の実況中継で、NHKアナウンサーの鈴木文弥の「広島カープに過去は有りません。現在あるのみです」のアナウンスに感動したという[1]。
- 趣味が寄席鑑賞。落語への造詣が深く、空いた時間に都内の寄席に出向いては落語を楽しんでおり、ニッポン放送のリスナー感謝イベントである『ラジオパーク』では自ら落語を披露するほどの落語好きであった。だが、3代目古今亭志ん朝が死去して以降は2004年まで寄席通いをやめていた。
- 高校2年の時に上京して5代目柳家小さんに弟子入りを志願するが、小さん本人から「あんちゃん、学校だけは卒業しな。」と諭され断念しており、栗村本人も「もしアナウンサーになっていなかったら?」の問いに対して、「5代目柳家小さん師匠に入門して噺家になっていただろう。」と答えている[1]。
- 中央大学では落語研究会に所属し、あたり家 大穴（9代目…11代目はテレビ朝日アナウンサーの小木逸平）という高座名を名乗っていた。大学3年生の時に六大学落研対抗戦で優秀賞を受賞した[1]。
- 2017年JRA最優秀障害馬の投票でGI 2勝のオジュウチョウサンがいるにもかかわらず、ただ一人「該当馬なし」に一票を投じた[4]。

## 担当番組

### 過去の担当番組
- 池山隆寛のブンブンスタジアム（2003年4月 - 9月）
- 栗村智のおはよう散歩道（2006年10月7日 - 2007年3月31日）
- 味な歳時記 池波正太郎その世界（2006年10月7日 - 2007年3月31日、2007年10月7日 - ）
- エキスパートと語る
- 栗村智 あなたと朝イチバン（2007年4月7日 - 2010年6月26日）
- 栗村智のHappy!ニッポン!（2007年4月7日 - 2010年3月27日、ニッポン放送では上述番組内包）
- Good Music Saturday!（交通情報担当）
- ゴールドミッドナイトトラフィック ニッポン放送交通情報（金曜日）
- ショウアップナイターレジェンド（ニュース担当）
- 幕末三姉妹（徳川家慶役）
- ナイタースペシャル「関根潤三が語る、昭和野球の軌跡」（2011年6月21日）
- サタデー知っとかナイツ（ニュース担当）
- ニッポン放送ニュース（日曜日）
- 広瀬香美のオールナイトニッポンGOLD（ナレーション）
- オードリーのオールナイトニッポン（2011年6月18日）
- 小島慶子とミッツ・マングローブのオールナイトニッポンGOLD（交通情報担当）
- 徳光和夫 とくモリ!歌謡サタデー（Dr.トキコのお早うクリニックのコーナー担当）
- ショウアップナイターハイライト（2009年 - 2010年日曜日、2015年土曜日）
- 今夜もオトパラ!（スポーツニュース担当）
- ニッポン放送ショウアップナイター（中継されていない球場での実況待機が主であるが、2012年7月10日の東京ヤクルトスワローズ対横浜DeNAベイスターズ戦のヤクルト側リポーターとして自社の中継にも復帰）
  - NRN本番カード早終了時は、ネット局向け裏送りでスタジオパーソナリティを担当
- Jリーグ RADIO（スタジオ担当）
- 日曜競馬ニッポン
- ゴッドアフタヌーン アッコのいいかげんに1000回（ニュース担当）
- スイスイサタデー カロ・ソリーゾ（ニュース担当）

## CM
- 明星食品
- コーヨー化成
- 神奈川トヨタ